# Gál Gyula (színművész)
Gál Gyula, született Goldstein Gyula (Arad, 1865. november 5. – Budapest, Erzsébetváros, 1945. február 26.) színész, színműíró. Gál Hermin színésznő öccse.

## Életpályája
Gál (Goldstein) Lipót kereskedő és Zuckerberg Róza (1844–1908) fiaként született. Iskoláit szülővárosában végezte. Tizennégy éves korában a dunántúli Siklósra szökött, hogy színész lehessen, ahol Molnár Gyula Baboskendő című népszínművében egy borbélyt játszott először. Szülei azonban hazahozták, mire tovább folytatta gimnáziumi tanulmányait. A színészek után még kétszer szökött meg. Dóczy Lajos vitte el vándorszínésznek. 1882 márciusában elszerződött Jakabffy Gábor színigazgatóhoz. Vízvári Gyula egy mohácsi műkedvelő előadáson figyelt fel rá, és azt tanácsolta neki, hogy iratkozzon be a Színészakadémiára, amit 1884-ben meg is tett, de diplomát nem szerzett. Játszott 1887-ben Kassán, Nagyváradon, hét évig Kolozsvárott Ditrói Mórnál, majd Aradon két évig. Eleinte mindenféle típust ábrázolt, de legkimagaslóbb volt az öreg emberek alakításában. 1896. szeptember 1-jén Budapesten, az Erzsébetvárosban házasságot kötött Leichner Elussal, Leichner Móric és Kuttner Netti lányával. 1896-ban a megnyíló Vígszínház szerződtette, melynek 1901 decemberéig egyik jeles tagja. Ezen időben egyben tanár volt a vígszínházi színésziskolában. Ezután a Nemzeti Színházhoz hívták meg és a Színészakadémián tanári állást vállalt. 1916. június 30-án Aradon ünnepelte 30 éves jubileumát A bíboros címszerepében. 1920. szeptember 23-án lemondott akadémiai tanári állásáról. 1929. április 27-én a kultuszminiszter kinevezte a Színművészeti Akadémia rendes tanárává. 1939-ig tanított az Akadémián.

## Díjai, elismerései
- 1923. április 21-én kinevezték a Nemzeti Színház örökös tagjának,
- 1927. január 29-én ünnepelte Nemzeti Színházi tagságának 25., művészi pályájának 40. és színészakadémiai tanárságának 25. évfordulóját -  ekkor a kormányzó a III. osztályú magyar érdemkereszttel tüntette ki.

## Fontosabb szerepei
- Falstaff (Shakespeare: IV. Henrik)
- III. Richárd (Shakespeare)
- Lear király (Shakespeare, 1926. április 20-án játszotta először)
- Shylock (Shakespeare: A velencei kalmár)
- Polonius (Shakespeare: Hamlet)
- Helmer (Ibsen: Nóra)
- Tartuffe (Molière)
- Baumert (Hauptmann: A takácsok)
- Caesar (Shaw: Caesar és Cleopátra)
- Kent gróf
- Menenius
- Euclio (Plautus: Bögre)
- Bernick (Társadalom támaszai)
- Helm (Nóra)
- Todorescu (Elnémult harangok)
- Szörényi (Ocskay brigadéros)
- Professzor (Aranykakas)
- XI. Lajos
- Lechat (Az üzlet üzlet)
- Carlo Moretti (Becstelenek)
- Férioul Maurice (Botrány)
- Ezredes (Otthon)
- Néró (Rabszolgák)
- Baumert (Takácsok)
- Kroll (Rosmersholm)
- Orvos (Tábornok)
- Kárpáthy János (Egy magyar nábob)
- Bourganeuf (Válás után)

## Színművei
- Vezeklők, dalmű 3 felvonásban. Társszerző Dávid József. Zeneszerző Farkas Ödön. Bem. 1894. április 24. Magyar Királyi Operaház
- A tündérforrás, színmű 3 felvonásban.
- Kacagj, Bajazzo! dramolett 1 felvonásban; írta Bernhard. Bemutató: 1915. január 1., Uránia Színház.
- Jól játszottam?, tragikomédia 1 felvonásban.
- Leszámolás, dráma 1 felvonásban. 1917. július 28. Arad.